# Katinka Heyns
Pour les articles homonymes, voir Heyns.
Katinka Heyns, née le 20 septembre 1947, en Afrique du Sud, est une actrice, metteure en scène et cinéaste. Elle est connue pour les perspectives féministes de ses films, ainsi que son regard sur la politique et la culture sud-africaines. Son travail comprend le film Paljas qui a été nommé dans la catégorie du Meilleur film en langue étrangère (en langue afrikaans) lors de la 70e cérémonie des Oscars.

## Biographie
Katinka Heyns fréquente l'Université de Pretoria en Afrique du Sud, dans le domaine des  arts, et du théâtre. Elle se marie à l'écrivain Chris Barnard, avec qui elle a un fils, Simon Barnard.
Elle commence sa carrière comme actrice, jouant notamment dans Katrina de Jans Rautenbach, sorti en 1969. Elle apparaît ensuite dans d'autres films de ce même réalisateur, dont Jannie totsiens en 1970, Pappa Lap en 1971, et Eendag op 'n Reendag en 1975. Elle retient également l'attention pour son rôle dans la comédie télévisuelle, diffusée en feuilleton, de Manie van Rensburg, Willem.
En raison de la politique d'apartheid en Afrique du Sud à l'époque, la production cinématographique est soumise à une sévère censure. Elle se contente de réaliser dans un premier temps différents documentaires sur des personnalités littéraires. En 1974, elle fonde sa société de production, Sonneblom Films. Elle est ainsi en mesure des films de cinéma correspondant à ses aspirations. Les scénarios de ses films sont écrites par son mari Chris Barnard. Ses films comprennent: Fiela se Genre en 1987, Die Storie van Klara Viljee en 1991, Paljas en 1997, nommé aux Oscars, et Die Wonderwerker en 2012,,.

## Œuvres
Son travail a été en partie influencé par le cinéaste Jans Rautenbach avec qui elle a fait ses premiers pas dans l'industrie cinématrographique, adoptant comme lui un regard politique sur la société sud-africaine. Mais elle s'intéresse aussi à des thèmes liés à la  condition féminine. Keyan G. Tomaselli, professeur à l'Université de KwaZulu-Natal considère que ses films apportent une lecture politique, en y adjoignant cette spécificité de l'art féministe,.

## Filmographie
| Année                                        | Travail | Rôle         |
| -------------------------------------------- | ------- | ------------ |
| Katrina                                      | 1969    | actrice      |
| Jannie totsiens                              | 1970    | actrice      |
| Papa Lap : 'n Verhaal Van 'n Pa en sy Dogter | 1971    | actrice      |
| Eendag op 'n Reendag                         | 1975    | actrice      |
| Fiela se kind                                | 1988    | réalisatrice |
| Die Storie Van Klara Viljee                  | 1992    | réalisatrice |
| Paljas                                       | 1998    | réalisatrice |
| Feast of the Uninvited                       | 2008    | réalisatrice |
| Living with Bipolar Disorder                 | 2009    | réalisatrice |

## Prix et nominations
- Le film Eendag op 'n Reendag  remporte le prix Rapport de la Meilleure actrice
- L'Académie des Arts et des Sciences sud-africaine lui remet sa Médaille d'Honneur.
- Elle reçoit la  Legendary Award for Women in Film and Television  à l' International Crystal Awards.
- Elle est faite Docteur honoris causa de l'Université de Pretoria, pour sa contribution à l'art dramatique.
- Elle est nommée par l'Academie des oscars dans la catégorie du Meilleur film en langue étrangère pour son film Paljas (1997). C'est une première pour un film sud-africain.